# Lijst van burgemeesters van Nieuwland
Dit is een lijst van burgemeesters van de voormalige Nederlandse gemeente Nieuwland tot deze in 1986 opging in de nieuwe gemeente Zederik.
| Ambtsperiode | Naam burgemeester       | Partij of stroming | Bijzonderheden                                                                           |
| ------------ | ----------------------- | ------------------ | ---------------------------------------------------------------------------------------- |
| 1811         | Pieter Bommeljé         |                    |                                                                                          |
| 18?? - 1831? | P.L. Tissot van Patot   |                    | tevens burgemeester van burgemeester van Meerkerk (18??-1831?) en Leerbroek (18??-1831?) |
| 1831 - 1843? | Bastiaan Pellikaan      |                    |                                                                                          |
| 1843? - 1852 | Willem van Mourik       |                    |                                                                                          |
| 1852 - 1864? | A.J. van Steenbergen    |                    | tevens burgemeester van Meerkerk (1851-1864) en Leerbroek (1852-1864?)                   |
| 1864 - 1868  | J.C. van Osselen        |                    | tevens burgemeester van Meerkerk en Leerbroek                                            |
| 1868 - 1881  | O.A. Plato              |                    | tevens burgemeester van Meerkerk en Leerbroek                                            |
| 1881 - 1883  | jhr.mr. Balthazar Falck |                    | tevens burgemeester van Meerkerk en Leerbroek                                            |
| 1883 - 1914  | Samuel Hendrik Binkes   |                    | tevens burgemeester van Meerkerk en Leerbroek, eerder burgemeester van Sommelsdijk       |
| 1914 - 1922  | Barend (B.) Tukker      |                    | tevens burgemeester van Meerkerk en Leerbroek                                            |
| 1922 - 1941  | Govert Slob             |                    | tevens burgemeester van Meerkerk en Leerbroek; 1876-1941                                 |
| 1941 - 1953  | W. Geleedst             |                    | tevens burgemeester van Meerkerk en Leerbroek                                            |
| 1954 - 1956  | Willem Timmerman        | ARP                | tevens burgemeester van Meerkerk en Leerbroek; 1897-1956                                 |
| 1957 - 1978  | A. Berends              | ARP                | tevens burgemeester van Meerkerk en Leerbroek                                            |
| 1978 - 1986  | Teus den Breejen        | ARP/CDA            | tevens burgemeester van Meerkerk en Leerbroek, later burgemeester van Zederik            |